# Carlucos
Carlucos (ou também Qarluqs, Qarluks, Karluqs, turco antigo:    , Qarluq, persa: خَلُّخ ou Khallokh, árabe: قارلوق ou "Qarluq") era um povo turco nómade que vivia na Ásia Central.